# 황광은
황광은(黃光恩, 1923년 2월 25일 - 1970년 7월15일)은 대한민국의 목회자이며, 사회사업가, 그리고 교육가였다. 1961년부터 서울 영암교회에서 담임목회를 하였다. 1960년 대광학교에서 교목를 하였다.

## 생애
황광은 1923년 2월25일 평안북도 용천군 양하면 지북동25번지에서 황도성 장로와 김도순 권사의 3대 기독교 가정에서 차남으로 출생하였다.
1939년 서울로 상경하였다. 삼각산 기슭에 있는 향린원(고아원)에 몸을 담고 향후 8년간 고아들의 벗이 되어 그들과 함께 웃고 울며 헐벗고 굶주리면서 푸른 꿈과 사명감으로 살았고, 낮에는 원생을 위한 희생과 봉사의 생활을 하고, 밤에는 한영고에서 공부하였다. 1945년 조국 광복과 함께 하나님의 소명을 받고 한국신학대학을 입학해 졸업한다. 그후 20여 년간 청소년 운동의 개척자로, 기독교문화 운동의 기수로서, 목회자로서 학교와 교회와 사회에 크게 봉사하였다.
 기독교문화운동의 기수로 교회와 사회에 봉사했다. 연극단체 ‘원예술좌’ 창립과 아동영화 ‘하늘은 맑건만’ 등의 제작을 비롯, ‘크리스챤 신문’‘기독교교육’ ‘새벗’ 등의 창간과 편집 등에 공헌하였다.

## 학력
- 1929년 양시공립보통학교 입학
- 1939년 한영고등학교 수학
- 1945년 한국신학대학(현 한신대학교 전신) 입학하고 1948년 한신대학교 졸업

## 경력
- 1947년 서울중앙YMCA간사로 1955년까지 재직
- 1951년 난지도 한국보이스타운 건설
- 1955년 새문안교회 부목사. 1960년까지.
- 1960년 대광중고등학교 교목
- 1961년 영암교회 담임
- 1961년 미국보이스타운 간사 학교 수학
- 1965년 전국복음화운동 총무
- 1966년 기독교교육협회 간사

## 같이 보기
- 대광고등학교